# 677 هـ
677 هـ هي سنة في التقويم الهجري امتدت مُقابلةً في التقويم الميلادي بين سنتي 1278 و1279.

## مواليد
- صدر الدين الشعيبي